# Трофімов Віктор Володимирович
Віктор Володимирович Трофімов (нар. 30 вересня 1999) — український і польський спідвеїст, син Володимира Трофимова та онук Віктора Трофімова — також спідвеїст.
У 2015 році здобув титул особистого чемпіона України . З 2017 року представляє Польщу на міжнародній арені. У наступні роки досяг таких медальних успіхів:
- золотий призер Кубка Європи U-19 у парах (Жарновиця 2018),
- золотий призер командного чемпіонату Європи серед юніорів (Lamothe-Landerron 2019),
- срібний призер Чемпіонату Польщі серед молодіжних клубів у парах (Gozów Wielkopolski 2019),
- золотий призер Чемпіонату Європи в парах (Теренцано 2020),
- золотий призер командного чемпіонату світу серед юніорів (Outrup 2020).

З 2018 року бере участь у командних чемпіонатах Польщі, виступаючи за такі клуби як Kolejarz Rawicz (2018), Motor Lublin (2019—2020), ROW Rybnik (2021) та Wybrzeże Гданськ (2022) Фалубаз Зелена Гура .

### Особисте життя
Син Володимира Трофімова та онук Віктора Трофімова, також спідвеїсти.